# Tưởng Trác Khánh
Tưởng Trác Khánh (tiếng Trung giản thể: 蒋卓庆, bính âm Hán ngữ: Jiǎng Zhuō Qìng, sinh tháng 8 năm 1959, người Hán) là chính trị gia nước Cộng hòa Nhân dân Trung Hoa. Ông là Ủy viên Ủy ban Kiểm tra Kỷ luật Trung ương Đảng khóa XIX, hiện là Bí thư Đảng tổ, Chủ nhiệm Ủy ban Thường vụ Nhân Đại Thượng Hải. Ông từng là Thường vụ Tỉnh ủy, Bí thư Ủy ban Kiểm Kỷ Tỉnh ủy Giang Tô, Chủ nhiệm Ủy ban Giám sát Giang Tô; Phó Thị trưởng Thượng Hải.
Tưởng Trác Khánh là đảng viên Đảng Cộng sản Trung Quốc, học vị Cử nhân Tài chính, chức danh Kinh tế sư cấp cao, Kế toán sư cấp cao. Ông có sự nghiệp chủ yếu ở Thượng Hải với gần 40 năm công tác ở thành phố này.

## Xuất thân và giáo dục
Tưởng Trác Khánh sinh tháng 8 năm 1959 tại huyện Từ Khê, nay là thành phố cấp huyện Từ Khê, thuộc địa cấp thị Ninh Ba, tỉnh Chiết Giang, Cộng hòa Nhân dân Trung Hoa. Ông lớn lên và tốt nghiệp cao trung ở Từ Khê, sau đó tới Thượng Hải làm nhân viên ở Trạm ẩm thực Hướng Dương ở quận Từ Hối gần 3 năm, đến năm 1980 thì theo học Trường Tài chính Thượng Hải trong 2 năm về tài chính chuyên nghiệp. Vào tháng 9 năm 1983, ông bắt đầu học Đại học Điện thị Thượng Hải (上海电视大学, nay là Đại học Khai phóng Thượng Hải) và nhận bằng đại học chuyên ngành tài chính ở đây vào tháng 7 năm 1986. Tháng 9 năm 1998, ông tham gia chương trình học vào buổi tối chuyên ngành kỹ thuật quản lý trong 2 năm tại Đại học Thượng Hải. Tưởng Trác Khánh được kết nạp Đảng Cộng sản Trung Quốc vào tháng 6 năm 1985 tại Điện thị Thượng Hải, từng tham gia khóa tiến tu cán bộ cấp địa sảnh giai đoạn tháng 5–7 năm 2004 tại Trường Đảng Trung ương Đảng Cộng sản Trung Quốc.

## Sự nghiệp
Tháng 9 năm 1982, sau khi hoàn thành khóa học ở Trường Tài chính Thượng Hải, Tưởng Trác Khánh được nhận vào làm ở Cục Tài chính Thượng Hải với vị trí chuyên viên của Phòng Tài vụ xí nghiệp thứ 2. Bốn năm sau, vừa lúc tốt nghiệp Điện thị Thượng Hải, ông được thăng bậc công vụ viên lên làm chủ nhiệm khoa viên, và liên tục thăng chức phó trưởng phòng, trưởng phòng những năm 1987, 1992. Tháng 7 năm 1993, ông được bổ nhiệm làm Bí thư Đảng tổ, Cục trưởng Chi cục thứ Nhất của Cục Thuế vụ, Cục Tài chính Thượng Hải, thăng chức làm Phó Cục trưởng Cục Tài chính từ tháng 10 năm 1994, chuyển đổi giữa cơ quan này và Cục Thuế địa phương Thượng Hải năm 2000. Sang tháng 12 năm 2002, Tưởng Trác Khánh được điều tới quận Dương Phố, chỉ định nhậm chức Phó Bí thư Quận ủy, được bổ nhiệm làm Quận trưởng của quận này. Sau đó 4 năm, ông được điều trở lại Chính phủ Nhân dân thành phố Thượng Hải làm Bí thư Đảng tổ, Cục trưởng Cục Bảo đảm lao động, thay thế Chúc Quân Nhất – một trong những công vụ viên phạm tội tham nhũng trong vụ đại án của chính trị gia, Bí thư Thượng Hải Trần Lương Vũ. Tháng 2 năm 2008, Tưởng Trác Khánh nhậm chức Phó Tổng thư ký Chính phủ Thượng Hải, kiêm Bí thư Đảng tổ, Cục trưởng Cục Tài chính từ tháng 4 năm 2010. Giai đoạn này ông cũng từng kiêm nhiệm giữa Phó Tổng thư ký của Chính phủ thành phố lẫn Thành ủy Thượng Hải, và đồng thời là Chủ nhiệm Sảnh Văn phòng và thăng chức làm Tổng thư ký Chính phủ thành phố trong năm 2013.
Tháng 7 năm 2013, Tưởng Trác Khánh được bổ nhiệm làm Phó Thị trưởng Thượng Hải, kiêm nhiệm Chủ nhiệm Ủy ban Quản lý Khu thương vụ Hồng Kiều Thượng Hải từ 2015. ở cương vị này, ông phụ trách lĩnh vực đô thị, giao thông vận tải, nhà ở và xây dựng, đã nhiều lần xuất hiện trên "đường dây nóng của Thị trưởng", "Mùa hè", hỗ trợ nâng cao trình độ quản lý đô thị Thượng Hải. Tháng 10 năm 2016, ông được điều tới tỉnh Giang Tô, chỉ định vào Ban Thường vụ Tỉnh ủy, phân công làm Bí thư Ủy ban Kiểm Kỷ Tỉnh ủy Giang Tô, sau đó được bầu làm Chủ nhiệm Ủy ban Giám sát Giang Tô từ 2018, đồng thời trúng cử đại biểu của Đại hội Đại biểu Nhân dân toàn quốc khóa XIII. Trước đó, tháng 10 năm 2017, ông tham gia Đại hội Đảng Cộng sản Trung Quốc lần thứ XIX từ đoàn đại biểu Giang Tô, được bầu làm Ủy viên Ủy ban Kiểm tra Kỷ luật Trung ương Đảng. Tháng 12 năm 2019, ông được điều trở lại Thượng Hải, nhậm chức Bí thư Đảng tổ Nhân Đại Thượng Hải, được bầu bổ sung làm đại biểu cơ quan lập thành phố trong ngày 19 cùng tháng. Ngày 20 tháng 1 năm 2020, ông được bầu làm Chủ nhiệm Ủy ban Thường vụ Đại hội Đại biểu Nhân dân thành phố Thượng Hải. Cuối năm 2022, ông là đại biểu tham gia Đại hội Đảng Cộng sản Trung Quốc lần thứ XX từ đoàn Thượng Hải.